# 東華門街道
東華門街道（とうかもん-かいどう）は中華人民共和国北京市東城区に位置する街道。北京市中心に位置し、13社区を管轄する。弁事処所在地は東安門大街55号。

## 地理
東華門街道は東城区南西部に位置し、東は崇文門内大街、東単北大街、東四南大街、建国門街道、朝陽門街道と、西は天安門広場、中山公園、故宮、景山前街及び西城区西安安街街道、廠橋街道と、南は前門東大街、崇文門西大街、崇文門街道、前門街道と、北は五四大街、東四西大街、景山街道と接している。

## 歴史
1958年に設置される。1960年に人民公社に改編されたが、1978年に街道として再設置された。

## 行政区画
下部に13社区を管轄する。
- 多福巷社区
- 銀閘社区
- 菖蒲河社区
- 東廠社区
- 智徳社区
- 南池子社区
- 黄図崗社区
- 灯市口社区
- 正義路社区
- 甘雨社区
- 台基廠社区
- 韶九社区
- 王府井社区

## 観光地
- 紫禁城
- 天安門広場
- 毛主席紀念堂
- 人民英雄紀念碑
- 王府井商業街
- 太廟（中国語版）